# Luncoiu de Jos
Luncoiu de Jos è un comune della Romania di 1 956 abitanti, ubicato nel distretto di Hunedoara, nella regione storica della Transilvania.
Il comune è formato dall'unione di 5 villaggi: Dudești, Luncoiu de Jos, Luncoiu de Sus, Podele, Stejărel.